# Fiodor Kouzmitch
Fiodor Kouzmitch (russe : Фёдор Кузьмич), décédé le 1er février 1864 à Tomsk est un starets orthodoxe russe canonisé comme saint par l'Église orthodoxe en 1984.

## Biographie
Il est signalé à partir de 1836, vit dans un grand dénuement, mais acquiert une grande réputation de starets en enseignant les Écritures saintes et en prodiguant ses conseils. Kouzmitch ne donne aucun détail sur ses origines et son passé, mais fait preuve d'une grande érudition. Un marchand du nom de Khromov l'identifie au tsar Alexandre Ier, mort dix ans plus tôt en 1825. En 1838, pour mettre un terme à la rumeur du « tsar ressuscité », les autorités impériales arrêtent Kouzmitch et l'assignent à résidence en Sibérie dans les environs de Tomsk. Après la mort de l'ermite, Khromov écrit à l'empereur Alexandre III et lui fait parvenir des icônes et un portrait de Fiodor Kouzmitch. Troublé, l'empereur fait procéder à l'ouverture du cercueil d'Alexandre Ier qui se révèle vide. Plus tard, Nicolas II se rendra en Sibérie sur la tombe du moine qui est toujours vénéré aujourd'hui.
En juillet 1995, des fouilles ont été effectuées sur le lieu où il s'était retiré et avait vécu. Elles ont révélé la présence de son squelette dans une tombe volontairement recouverte par une décharge à l'époque soviétique. A priori, il n'est pas interdit de penser que ces restes soient ceux du tsar. Toutefois, il reste à effectuer des analyses ADN afin d'indiquer s'il s'agit (ou non) du tsar Alexandre Ier.
Sa tombe se trouve au monastère Saint-Alexis de Tomsk ; le monument funéraire est l'œuvre de l'architecte Vikenti Orjechko.